# Afrique du Sud aux Jeux olympiques d'été de 2024
L'Afrique du Sud participe aux Jeux olympiques de 2024 à Paris. Il s'agit de sa 21e participation à des Jeux olympiques d'été.
La gymnaste artistique Caitlin Rooskrantz et l'athlète Akani Simbine sont nommés porte-drapeau de la délégation en juillet 2024.

## Nombre d’athlètes qualifiés par sport
Voici la liste des qualifiés et sélectionnés sud-africains par sport (remplaçants compris) :
| Sport                                            | Hommes | Femmes | Total |
| ------------------------------------------------ | ------ | ------ | ----- |
| Athlétisme                                       | 27     | 11     | 38    |
| Aviron                                           | 2      | 1      | 3     |
| Badminton                                        | 0      | 1      | 1     |
| Canoë-kayak                                      | 2      | 3      | 5     |
| Cyclisme                                         | 4      | 4      | 8     |
| Équitation                                       | 1      | 0      | 1     |
| Escalade                                         | 2      | 2      | 4     |
| Escrime                                          | 1      | 0      | 1     |
| Golf                                             | 2      | 2      | 4     |
| Gymnastique                                      | 0      | 1      | 1     |
| Haltérophilie                                    | 1      | 0      | 1     |
| Hockey sur gazon                                 | 16     | 16     | 32    |
| Judo                                             | 0      | 1      | 1     |
| Lutte                                            | 1      | 0      | 1     |
| Sports aquatiques • Natation sportive • Plongeon | 3 0    | 5 1    | 8 1   |
| Rugby à sept                                     | 12     | 12     | 24    |
| Skateboard                                       | 2      | 1      | 3     |
| Surf                                             | 2      | 1      | 3     |
| Tir à l'arc                                      | 1      | 0      | 1     |
| Triathlon                                        | 2      | 1      | 3     |
| Total                                            | 80     | 63     | 143   |

## Bilan général
| Sport        | Médaille d'or, Jeux olympiques | Médaille d'argent, Jeux olympiques | Médaille de bronze, Jeux olympiques | Total |
| ------------ | ------------------------------ | ---------------------------------- | ----------------------------------- | ----- |
| Athlétisme   | 0                              | 2                                  | 0                                   | 2     |
| Cyclisme     | 0                              | 0                                  | 1                                   | 1     |
| Natation     | 1                              | 1                                  | 0                                   | 2     |
| Rugby à sept | 0                              | 0                                  | 1                                   | 1     |
| Total        | 1                              | 3                                  | 2                                   | 6     |

| Jour       | Médaille d'or, Jeux olympiques | Médaille d'argent, Jeux olympiques | Médaille de bronze, Jeux olympiques | Total |
| ---------- | ------------------------------ | ---------------------------------- | ----------------------------------- | ----- |
| 27 juillet | 0                              | 0                                  | 1                                   | 1     |
| 29 juillet | 1                              | 0                                  | 1                                   | 2     |
| 1er août   | 0                              | 1                                  | 0                                   | 1     |
| 9 août     | 0                              | 1                                  | 0                                   | 1     |
| 10 août    | 0                              | 1                                  | 0                                   | 1     |
| Total      | 1                              | 3                                  | 2                                   | 6     |

| Sexe   | Médaille d'or, Jeux olympiques | Médaille d'argent, Jeux olympiques | Médaille de bronze, Jeux olympiques | Total |
| ------ | ------------------------------ | ---------------------------------- | ----------------------------------- | ----- |
| Hommes | 0                              | 1                                  | 2                                   | 3     |
| Femmes | 1                              | 2                                  | 0                                   | 3     |
| Mixte  | 0                              | 0                                  | 0                                   | 0     |
| Total  | 1                              | 3                                  | 2                                   | 6     |

## Médaillés
| Sport    | Discipline                | Athlète(s)    | Performance  | Date       |
| -------- | ------------------------- | ------------- | ------------ | ---------- |
| Natation | 100 mètres brasse féminin | Tatjana Smith | 1 min 5 s 28 | 29 juillet |

| Sport      | Discipline                     | Athlète(s)                                                    | Performance   | Date     |
| ---------- | ------------------------------ | ------------------------------------------------------------- | ------------- | -------- |
| Natation   | 200 mètres brasse féminin      | Tatjana Smith                                                 | 2 min 19 s 24 | 1er août |
| Athlétisme | Relais 4 × 100 mètres masculin | Bayanda Walaza Shaun Maswanganyi Bradley Nkoana Akani Simbine | 37 s 57       | 9 août   |
| Athlétisme | Lancer du javelot féminin      | Jo-Ane van Dyk                                                | 63,93 m       | 10 août  |

| Sport        | Discipline             | Athlète(s) | Performance              | Date       |
| ------------ | ---------------------- | --- | ------------------------ | ---------- |
| Rugby à sept | Tournoi masculin       | Selvyn Davids Zain Davids Christie Grobbelaar Tristan Leyds Quewin Nortje Ryan Oosthuizen Tiaan Pretorius Siviwe Soyizwapi Roscko Speckman Shilton van Wyk Impi Visser Shaun Williams | 26 - 19 contre Australie | 27 juillet |
| VTT          | Cross-country masculin | Alan Hatherly | 1 h 26 min 33 s          | 29 juillet |

## Résultats

### Athlétisme

#### Hommes
| Athlètes                                                                                      | Épreuve          | Premier tour (ou tour préliminaire) | Premier tour (ou tour préliminaire) | Repêchage (ou premier tour) | Repêchage (ou premier tour) | Demi-finales   | Demi-finales | Finale          | Finale                             |         |         |
| Athlètes                                                                                      | Épreuve          | Temps                               | Rang                                | Temps                       | Rang                        | Temps          | Rang         | Temps           | Rang                               |         |         |
| --------------------------------------------------------------------------------------------- | ---------------- | ----------------------------------- | ----------------------------------- | --------------------------- | --------------------------- | -------------- | ------------ | --------------- | ---------------------------------- | ------- | ------- |
| Akani Simbine                                                                                 | 100 m            | 10 s 03                             | 1re                                 | Dispensé                    | Dispensé                    | 9 s 87         | 1er          | 9 s 82          | 4e                                 |         |         |
| Shaun Maswanganyi                                                                             | 100 m            | 10 s 06                             | 3e                                  | Dispensé                    | Dispensé                    | 10 s 02        | 5e           | Éliminé         | Éliminé                            |         |         |
| Benjamin Richardson                                                                           | 100 m            | 10 s 06                             | 4e                                  | Dispensé                    | Dispensé                    | 9 s 95         | 3e           | Éliminé         | Éliminé                            |         |         |
| Shaun Maswanganyi                                                                             | 200 m            | 20 s 20                             | 3e                                  | Dispensé                    | Dispensé                    | 20 s 42        | 4e           | Éliminé         | Éliminé                            |         |         |
| Wayde van Niekerk                                                                             | 200 m            | 20 s 42                             | 3e                                  | Dispensé                    | Dispensé                    | 20 s 72 (.717) | 7e           | Éliminé         | Éliminé                            |         |         |
| Benjamin Richardson                                                                           | 200 m            | 51 s 86                             | 7e                                  | Forfait                     | Forfait                     | Forfait        | Forfait      | Éliminé         | Éliminé                            | Éliminé | Éliminé |
| Zakithi Nene                                                                                  | 400 m            | 45 s 01                             | 4e                                  | 44 s 81                     | 1er                         | 45 s 06        | 6e           | Éliminé         | Éliminé                            |         |         |
| Lythe Pillay                                                                                  | 400 m            | 45 s 60                             | 7e                                  | 45 s 40                     | 1er                         | 45 s 24        | 7e           | Éliminé         | Éliminé                            |         |         |
| Edmund du Plessis                                                                             | 800 m            | 1 min 45 s 73                       | 2e                                  | Dispensé                    | Dispensé                    | 1 min 45 s 34  | 4e           | Éliminé         | Éliminé                            |         |         |
| Tshepo Tshite                                                                                 | 1 500 m          | 3 min 36 s 87                       | 13e                                 | 3 min 35 s 35               | 4e                          | Éliminé        | Éliminé      | Éliminé         | Éliminé                            |         |         |
| Ryan Mphahlele                                                                                | 1 500 m          | 3 min 38 s 48                       | 12e                                 | 3 min 36 s 64               | 11e                         | Éliminé        | Éliminé      | Éliminé         | Éliminé                            |         |         |
| Adriaan Wildschutt                                                                            | 10 000 m         | Non disputé                         | Non disputé                         | Non disputé                 | Non disputé                 | Non disputé    | Non disputé  | 26 min 50 s 64  | 10e                                |         |         |
| Stephen Mokoka                                                                                | Marathon         | Non disputé                         | Non disputé                         | Non disputé                 | Non disputé                 | Non disputé    | Non disputé  | 2 h 10 min 59 s | 27e                                |         |         |
| Elroy Gelant                                                                                  | Marathon         | Non disputé                         | Non disputé                         | Non disputé                 | Non disputé                 | Non disputé    | Non disputé  | 2 h 9 min 7 s   | 11e                                |         |         |
| Shaun Maswanganyi Akani Simbine Bayanda Walaza Bradley Nkoana Sinesipho Dambile (r)           | Relais 4 × 100 m | 37 s 94                             | 2e                                  | Non disputé                 | Non disputé                 | Non disputé    | Non disputé  | 37 s 57         | Médaille d'argent, Jeux olympiques |         |         |
| Wayde van Niekerk Lythe Pillay Zakithi Nene Gardeo Isaacs Antonie Nortje (r) Adrian Swart (r) | Relais 4 × 400 m | 3 min 3 s 19                        | 7e                                  | Non disputé                 | Non disputé                 | Non disputé    | Non disputé  | 2 min 58 s 12   | 5e                                 |         |         |

| Athlètes          | Épreuve          | Qualification | Qualification | Finale      | Finale  |
| Athlètes          | Épreuve          | Performance   | Rang          | Performance | Rang    |
| ----------------- | ---------------- | ------------- | ------------- | ----------- | ------- |
| Brian Raats       | Saut en hauteur  | 2,24 m        | 6e            | 2,17 m      | 12e     |
| Jovan van Vuuren  | Saut en longueur | 7,70 m        | 11e           | Éliminé     | Éliminé |
| Cheswill Johnson  | Saut en longueur | 4,49 m        | 15e           | Éliminé     | Éliminé |
| Kyle Blignaut     | Lancer du poids  | 20,78 m       | 7e            | Éliminé     | Éliminé |
| Francois Prinsloo | Lancer du disque | 61,35 m       | 23e           | Éliminé     | Éliminé |
| Victor Hogan      | Lancer du disque | 60,78 m       | 27e           | Éliminé     | Éliminé |

#### Femmes
| Athlètes           | Épreuve     | Premier tour (ou tour préliminaire) | Premier tour (ou tour préliminaire) | Repêchage (ou premier tour) | Repêchage (ou premier tour) | Demi-finales  | Demi-finales | Finale          | Finale   |
| Athlètes           | Épreuve     | Temps                               | Rang                                | Temps                       | Rang                        | Temps         | Rang         | Temps           | Rang     |
| ------------------ | ----------- | ----------------------------------- | ----------------------------------- | --------------------------- | --------------------------- | ------------- | ------------ | --------------- | -------- |
| Miranda Coetzee    | 400 m       | 51 s 58                             | 4e                                  | 50 s 66                     | 2e                          | 51 s 60       | 8e           | Éliminée        | Éliminée |
| Prudence Sekgodiso | 800 m       | 1 min 59 s 84                       | 2e                                  | Dispensée                   | Dispensée                   | 1 min 57 s 57 | 2e           | 1 min 58 s 79   | 8e       |
| Irvette van Zyl    | Marathon    | Non disputé                         | Non disputé                         | Non disputé                 | Non disputé                 | Non disputé   | Non disputé  | 2 h 31 min 14 s | 37e      |
| Gerda Steyn        | Marathon    | Non disputé                         | Non disputé                         | Non disputé                 | Non disputé                 | Non disputé   | Non disputé  | 2 h 32 min 51 s | 45e      |
| Cian Oldknow       | Marathon    | Non disputé                         | Non disputé                         | Non disputé                 | Non disputé                 | Non disputé   | Non disputé  | 2 h 30 min 29 s | 32e      |
| Marione Fourie     | 100 m haies | 12 s 91                             | 4e                                  | 12 s 79                     | 1re                         | 13 s 01       | 6e           | Éliminée        | Éliminée |
| Zenéy Geldenhuys   | 400 m haies | 54 s 73                             | 3e                                  | Dispensée                   | Dispensée                   | 53 s 90       | 3e           | Éliminée        | Éliminée |
| Rogail Joseph      | 400 m haies | 54 s 56                             | 2e                                  | Dispensée                   | Dispensée                   | 54 s 12       | 3e           | Éliminée        | Éliminée |

| Athlètes       | Épreuve           | Qualification | Qualification | Finale      | Finale                             |
| Athlètes       | Épreuve           | Performance   | Rang          | Performance | Rang                               |
| -------------- | ----------------- | ------------- | ------------- | ----------- | ---------------------------------- |
| Miné de Klerk  | Lancer du poids   | 15,63 m       | 31e           | Éliminée    | Éliminée                           |
| Ashley Erasmus | Lancer du poids   | Forfait       | Forfait       | Forfait     | Forfait                            |
| Jo-Ane van Dyk | Lancer du javelot | 64,22 m       | 4e            | 63,93 m     | Médaille d'argent, Jeux olympiques |

### Aviron
| Athlètes                      | Compétition                | Série         | Série | Repêchage | Repêchage | Quart de finale | Quart de finale | Demi-finale   | Demi-finale | Finale                 | Finale |
| Athlètes                      | Compétition                | Temps         | Rang  | Temps     | Rang      | Temps           | Rang            | Temps         | Rang        | Temps                  | Rang   |
| ----------------------------- | -------------------------- | ------------- | ----- | --------- | --------- | --------------- | --------------- | ------------- | ----------- | ---------------------- | ------ |
| John Smith Christopher Baxter | Deux sans barreur masculin | 6 min 36 s 71 | 2e    | Dispensés | Dispensés | Non disputé     | Non disputé     | 6 min 40 s 35 | 4e          | Finale B 6 min 27 s 11 | 9e     |
| Paige Badenhorst              | Skiff féminin              | 7 min 39 s 19 | 3e    | Dispensée | Dispensée | 7 min 44 s 03   | 4e              | 7 min 55 s 91 | 1re         | Finale C 7 min 27 s 76 | 14e    |

### Badminton
| Athlètes         | Compétition  | Phase de groupes               | Phase de groupes                 | Phase de groupes | 1/8 de finale    | Quarts de finale | Demi-finales     | Finale / 3e place | Finale / 3e place |
| Athlètes         | Compétition  | Adversaire Score               | Adversaire Score                 | Rang             | Adversaire Score | Adversaire Score | Adversaire Score | Adversaire Score  | Rang              |
| ---------------- | ------------ | ------------------------------ | -------------------------------- | ---------------- | ---------------- | ---------------- | ---------------- | ----------------- | ----------------- |
| Johanita Scholtz | Simple dames | Kim Ga-eun Défaite 12-21, 6-21 | Goh Jin Wei Défaite 21-23, 11-21 | 3e du gr. H      | Éliminée         | Éliminée         | Éliminée         | Éliminée          | 27e               |

### Canoë-kayak

#### Course en ligne
| Athlète                        | Compétition | Séries        | Séries | Quarts de finale | Quarts de finale | Demi-finales  | Demi-finales | Finales A, B, C        | Finales A, B, C |
| Athlète                        | Compétition | Temps         | Rang   | Temps            | Rang             | Temps         | Rang         | Temps                  | Rang            |
| ------------------------------ | ----------- | ------------- | ------ | ---------------- | ---------------- | ------------- | ------------ | ---------------------- | --------------- |
| Hamish Lovemore                | K1 1 000 m  | 3 min 28 s 19 | 3e     | 3 min 36 s 64    | 2e               | 3 min 33 s 89 | 8e           | Finale B 3 min 27 s 94 | 9e              |
| Andrew Birkett                 | K1 1 000 m  | 3 min 53 s 31 | 5e     | 3 min 38 s 11    | 3e               | Éliminé       | Éliminé      | Éliminé                | Éliminé         |
| Hamish Lovemore Andrew Birkett | K2 500 m    | 1 min 33 s 25 | 4e     | 1 min 29 s 75    | 2e               | 1 min 29 s 70 | 6e           | Finale B 1 min 31 s 79 | 12e             |

| Athlète                   | Compétition | Séries        | Séries | Quarts de finale | Quarts de finale | Demi-finales | Demi-finales | Finales A, B, C | Finales A, B, C |
| Athlète                   | Compétition | Temps         | Rang   | Temps            | Rang             | Temps        | Rang         | Temps           | Rang            |
| ------------------------- | ----------- | ------------- | ------ | ---------------- | ---------------- | ------------ | ------------ | --------------- | --------------- |
| Tiffany Koch              | K1 500 m    | 2 min 2 s 76  | 6e     | 1 min 56 s 81    | 6e               | Éliminée     | Éliminée     | Éliminée        | Éliminée        |
| Esti Olivier              | K1 500 m    | 1 min 55 s 98 | 5e     | 1 min 53 s 21    | 6e               | Éliminée     | Éliminée     | Éliminée        | Éliminée        |
| Tiffany Koch Esti Olivier | K2 500 m    | 1 min 52 s 14 | 5e     | 1 min 46 s 40    | 6e               | Éliminées    | Éliminées    | Éliminées       | Éliminées       |

### Cyclisme

#### BMX
| Athlète          | Compétition | Tour de classement | Tour de classement | Tour de classement | Tour de classement | Finale   | Finale   | Finale  | Finale  |
| Athlète          | Compétition | Manche 1           | Manche 2           | Moyenne            | Rang               | Manche 1 | Manche 2 | Moyenne | Rang    |
| ---------------- | ----------- | ------------------ | ------------------ | ------------------ | ------------------ | -------- | -------- | ------- | ------- |
| Vincent Leygonie | Hommes      | 73,20              | 78,50              | 75,85              | 12e                | Éliminé  | Éliminé  | Éliminé | Éliminé |

| Athlète        | Compétition | Quarts de finale | Quarts de finale | Quarts de finale | Quarts de finale | Quarts de finale | Repêchage | Repêchage | Demi-finales | Demi-finales | Demi-finales | Demi-finales | Demi-finales | Finale   | Finale   |
| Athlète        | Compétition | Manche 1         | Manche 2         | Manche 3         | Résultat         | Rang             | Temps     | Rang      | Manche 1     | Manche 2     | Manche 3     | Résultat     | Rang         | Temps    | Rang     |
| -------------- | ----------- | ---------------- | ---------------- | ---------------- | ---------------- | ---------------- | --------- | --------- | ------------ | ------------ | ------------ | ------------ | ------------ | -------- | -------- |
| Miyanda Maseti | Femmes      | 8e               | 7e               | 8e               | 23               | 24e              | Éliminée  | Éliminée  | Éliminée     | Éliminée     | Éliminée     | Éliminée     | Éliminée     | Éliminée | Éliminée |

#### Piste
| Athlète    | Compétition                 | Qualification | Qualification | 32ème de finale          | Repêchages 1             | 16ème de finale          | Repêchages 2             | 8ème de finale           | Repêchages 3             | Quarts de finale         | Demi-finales             | Finale Match de classement | Finale Match de classement |
| Athlète    | Compétition                 | Temps Vitesse | Rang          | Adversaire Temps Vitesse | Adversaire Temps Vitesse | Adversaire Temps Vitesse | Adversaire Temps Vitesse | Adversaire Temps Vitesse | Adversaire Temps Vitesse | Adversaire Temps Vitesse | Adversaire Temps Vitesse | Adversaire Temps Vitesse   | Rang                       |
| ---------- | --------------------------- | ------------- | ------------- | ------------------------ | ------------------------ | ------------------------ | ------------------------ | ------------------------ | ------------------------ | ------------------------ | ------------------------ | -------------------------- | -------------------------- |
| Jean Spies | Vitesse individuelle hommes | 9 s 962       | 29e           | Éliminé                  | Éliminé                  | Éliminé                  | Éliminé                  | Éliminé                  | Éliminé                  | Éliminé                  | Éliminé                  | Éliminé                    | Éliminé                    |

| Athlète    | Compétition | 1er tour | Repêchages | Quarts de finale | Demi-finales | Finale (1-6) ou classement (7-12) |
| Athlète    | Compétition | Rang     | Rang       | Rang             | Rang         | Rang                              |
| ---------- | ----------- | -------- | ---------- | ---------------- | ------------ | --------------------------------- |
| Jean Spies | Hommes      | 6e       | 5e         | Éliminée         | Éliminée     | Éliminée                          |

#### Route
| Athlète                | Compétition | Temps           | Rang    |
| ---------------------- | ----------- | --------------- | ------- |
| Ryan Gibbons           | Hommes      | 6 h 39 min 27 s | 69e     |
| Ashleigh Moolman Pasio | Femmes      | 4 h 4 min 23 s  | 33e     |
| Tiffany Keep           | Femmes      | Abandon         | Abandon |

#### VTT
| Athlète       | Compétition | Temps           | Rang                                |
| ------------- | ----------- | --------------- | ----------------------------------- |
| Alan Hatherly | Hommes      | 1 h 26 min 33 s | Médaille de bronze, Jeux olympiques |
| Candice Lill  | Femmes      | 1 h 35 min 33 s | 20e                                 |

### Équitation
| Athlète             | Cheval              | Compétition | Dressage  | Dressage | Cross-country | Cross-country | Cross-country | Saut d'obstacles | Saut d'obstacles | Saut d'obstacles | Saut d'obstacles | Saut d'obstacles | Saut d'obstacles | Total     | Total   |
| Athlète             | Cheval              | Compétition | Dressage  | Dressage | Cross-country | Cross-country | Cross-country | Qualification    | Qualification    | Qualification    | Finale           | Finale           | Finale           | Total     | Total   |
| Athlète             | Cheval              | Compétition | Pénalités | Rang     | Pénalités     | Total         | Rang          | Pénalités        | Total            | Rang             | Pénalités        | Total            | Rang             | Pénalités | Rang    |
| ------------------- | ------------------- | ----------- | --------- | -------- | ------------- | ------------- | ------------- | ---------------- | ---------------- | ---------------- | ---------------- | ---------------- | ---------------- | --------- | ------- |
| Alexander Peternell | Figaro Des Premices | Individuel  | 39,0      | 56e      | 33,2          | 72,2          | 51e           | 5,6              | 77,8             | 43e              | Éliminé          | Éliminé          | Éliminé          | Éliminé   | Éliminé |

### Escalade
| Athlète       | Compétition | Qualifications | Qualifications | Quart de finale                    | Quart de finale | Demi-finale | Demi-finale | Finale / classement | Finale / classement |
| Athlète       | Compétition | Temps          | Rang           | Adversaire                         | Résultat        | Adversaire  | Résultat    | Adversaire          | Résultat            |
| ------------- | ----------- | -------------- | -------------- | ---------------------------------- | --------------- | ----------- | ----------- | ------------------- | ------------------- |
| Joshua Bruyns | Hommes      | 6 s 18         | 13e            | Maimuratov Défaite 5 s 84 - 4 s 94 | Éliminé         | Éliminé     | Éliminé     | Éliminé             | Éliminé             |
| Aniya Holder  | Femmes      | 9 s 12         | 14e            | Mirosław Défaite 9 s 36 - 6 s 10   | Éliminée        | Éliminée    | Éliminée    | Éliminée            | Éliminée            |

| Athlète                | Compétition | Demi-finale | Demi-finale | Demi-finale | Demi-finale | Demi-finale | Demi-finale             | Demi-finale     | Finale   | Finale   | Finale   | Finale   | Finale   | Finale                  | Finale          |
| Athlète                | Compétition | Bloc        | Bloc        | Bloc        | Bloc        | Bloc        | Points de la difficulté | Total de points | Bloc     | Bloc     | Bloc     | Bloc     | Bloc     | Points de la difficulté | Total de points |
| Athlète                | Compétition | Passages    | Passages    | Passages    | Passages    | Points      | Points de la difficulté | Total de points | Passages | Passages | Passages | Passages | Points   | Points de la difficulté | Total de points |
| Athlète                | Compétition | 1er         | 2e          | 3e          | 4e          | Points      | Points de la difficulté | Total de points | 1er      | 2e       | 3e       | 4e       | Points   | Points de la difficulté | Total de points |
| ---------------------- | ----------- | ----------- | ----------- | ----------- | ----------- | ----------- | ----------------------- | --------------- | -------- | -------- | -------- | -------- | -------- | ----------------------- | --------------- |
| Mel Janse van Rensburg | Hommes      | 9,4         | 19          |             | 7,1         | 20          | 16,5                    | 20              | Éliminé  | Éliminé  | Éliminé  | Éliminé  | Éliminé  | Éliminé                 | Éliminé         |
| Lauren Mukheibir       | Femmes      |             |             |             |             |             | 0,0                     | 20              | Éliminée | Éliminée | Éliminée | Éliminée | Éliminée | Éliminée                | Éliminée        |

### Escrime
| Athlète     | Compétition       | 1/32 de finale          | Seizièmes de finale | Huitièmes de finale | Quarts de finale | Demi-finales / Classement | Finale / Classement | Rang    |
| Athlète     | Compétition       | Adversaire Score        | Adversaire Score    | Adversaire Score    | Adversaire Score | Adversaire Score          | Adversaire Score    | Rang    |
| ----------- | ----------------- | ----------------------- | ------------------- | ------------------- | ---------------- | ------------------------- | ------------------- | ------- |
| Harry Saner | Épée individuelle | Sharlaimov Défaite 9-15 | Éliminé             | Éliminé             | Éliminé          | Éliminé                   | Éliminé             | Éliminé |

### Golf
| Athlète                 | Compétition       | Jour 1 | Jour 2 | Jour 3 | Jour 4 | Total | Total | Total |
| Athlète                 | Compétition       | Score  | Score  | Score  | Score  | Score | Par   | Rang  |
| ----------------------- | ----------------- | ------ | ------ | ------ | ------ | ----- | ----- | ----- |
| Christiaan Bezuidenhout | Épreuve masculine | 70     | 71     | 64     | 69     | 274   | -10   | 16e   |
| Erik van Rooyen         | Épreuve masculine | 67     | 69     | 69     | 70     | 275   | -9    | 17e   |
| Ashleigh Buhai          | Épreuve féminine  | 68     | 73     | 74     | 70     | 285   | -3    | 13e   |
| Paula Reto              | Épreuve féminine  | 78     | 73     | 76     | 72     | 299   | +11   | 44e   |

### Gymnastique artistique
| Athlète            | Compétition      | Qualifications | Qualifications      | Qualifications | Qualifications | Qualifications | Qualifications | Finale   | Finale              | Finale   | Finale   | Finale   | Finale   |
| Athlète            | Compétition      | Appareil       | Appareil            | Appareil       | Appareil       | Total          | Rang           | Appareil | Appareil            | Appareil | Appareil | Total    | Rang     |
| Athlète            | Compétition      | Saut           | Barres asymétriques | Poutre         | Sol            | Total          | Rang           | Saut     | Barres asymétriques | Poutre   | Sol      | Total    | Rang     |
| ------------------ | ---------------- | -------------- | ------------------- | -------------- | -------------- | -------------- | -------------- | -------- | ------------------- | -------- | -------- | -------- | -------- |
| Caitlin Rooskrantz | Concours général | Forfait        | 13,733              | 11,333         | 10,866         | -              | Abandon        | Éliminée | Éliminée            | Éliminée | Éliminée | Éliminée | Éliminée |

### Hockey sur gazon
| Épreuve          | Premier tour          | Premier tour            | Premier tour                | Premier tour        | Premier tour           | Premier tour | Quart de finale  | Demi-finale      | Finale / MB      | Rang      |
| Épreuve          | Adversaire Score      | Adversaire Score        | Adversaire Score            | Adversaire Score    | Adversaire Score       | Rang         | Adversaire Score | Adversaire Score | Adversaire Score | Rang      |
| ---------------- | --------------------- | ----------------------- | --------------------------- | ------------------- | ---------------------- | ------------ | ---------------- | ---------------- | ---------------- | --------- |
| Tournoi masculin | Pays-Bas Défaite 3-5  | Grande-Bretagne Nul 2-2 | Allemagne Défaite 1-5       | Espagne Défaite 0-3 | France Victoire 5-2    | 5e           | Éliminés         | Éliminés         | Éliminés         | Éliminés  |
| Tournoi féminin  | Australie Défaite 1-2 | Argentine Défaite 2-4   | Grande-Bretagne Défaite 1-2 | Espagne Défaite 0-1 | États-Unis Défaite 0-1 | 11e          | Éliminées        | Éliminées        | Éliminées        | Éliminées |

### Judo
| Athlète           | Compétition    | 1er tour             | 2e tour               | Quart de finale     | Demi-finale         | Repêchage           | Finale / CB         | Rang     |
| Athlète           | Compétition    | Adversaire Résultat  | Adversaire Résultat   | Adversaire Résultat | Adversaire Résultat | Adversaire Résultat | Adversaire Résultat | Rang     |
| ----------------- | -------------- | -------------------- | --------------------- | ------------------- | ------------------- | ------------------- | ------------------- | -------- |
| Geronay Whitebooi | Moins de 48 kg | Solís Victoire 10-01 | Tsunoda Défaite 00-11 | Éliminée            | Éliminée            | Éliminée            | Éliminée            | Éliminée |

### Lutte
| Athlète           | Compétition    | Huitièmes de finale         | Quart de finale     | Demi-finale         | Repêchage           | Finale / CB         | Rang    |
| Athlète           | Compétition    | Adversaire Résultat         | Adversaire Résultat | Adversaire Résultat | Adversaire Résultat | Adversaire Résultat | Rang    |
| ----------------- | -------------- | --------------------------- | ------------------- | ------------------- | ------------------- | ------------------- | ------- |
| Nicolaas de Lange | Moins de 97 kg | Matcharashvili Défaite 2-12 | Éliminé             | Éliminé             | Éliminé             | Éliminé             | Éliminé |

### Natation
| Athlète       | Épreuve        | Séries        | Séries | Demi-finales  | Demi-finales | Finale        | Finale  |
| Athlète       | Épreuve        | Temps         | Rang   | Temps         | Rang         | Temps         | Rang    |
| ------------- | -------------- | ------------- | ------ | ------------- | ------------ | ------------- | ------- |
| Pieter Coetze | 100 m dos      | 52 s 90       | 2e     | 52 s 63       | 3e           | 52 s 58       | 5e      |
| Pieter Coetze | 200 m dos      | 1 min 56 s 92 | 3e     | 1 min 56 s 09 | 3e           | 1 min 55 s 60 | 7e      |
| Chad le Clos  | 100 m papillon | 52 s 24       | 24e    | Éliminé       | Éliminé      | Éliminé       | Éliminé |
| Matthew Sates | 100 m papillon | 54 s 53       | 35e    | Éliminé       | Éliminé      | Éliminé       | Éliminé |
| Matthew Sates | 200 m papillon | 1 min 57 s 04 | 20e    | Éliminé       | Éliminé      | Éliminé       | Éliminé |
| Matthew Sates | 200 m 4 nages  | 2 min 4 s 01  | 21e    | Éliminé       | Éliminé      | Éliminé       | Éliminé |

| Athlète         | Épreuve        | Séries        | Séries | Demi-finales  | Demi-finales | Finale        | Finale                             |
| Athlète         | Épreuve        | Temps         | Rang   | Temps         | Rang         | Temps         | Rang                               |
| --------------- | -------------- | ------------- | ------ | ------------- | ------------ | ------------- | ---------------------------------- |
| Tatjana Smith   | 100 m brasse   | 1 min 5 s 00  | 1re    | 1 min 5 s 00  | 1re          | 1 min 5 s 28  | Médaille d'or, Jeux olympiques     |
| Tatjana Smith   | 200 m brasse   | 2 min 21 s 57 | 1re    | 2 min 19 s 94 | 2e           | 2 min 19 s 60 | Médaille d'argent, Jeux olympiques |
| Kaylene Corbett | 200 m brasse   | 2 min 23 s 85 | 6e     | 2 min 22 s 87 | 4e           | 2 min 24 s 46 | 7e                                 |
| Erin Gallagher  | 100 m papillon | 57 s 80       | 13e    | 57 s 90       | 14e          | Éliminée      | Éliminée                           |
| Aimee Canny     | 200 m papillon | 1 min 57 s 81 | 14e    | 1 min 57 s 34 | 12e          | Éliminée      | Éliminée                           |
| Rebecca Meder   | 200 m 4 nages  | 2 min 11 s 96 | 16e    | 2 min 10 s 67 | 11e          | Éliminée      | Éliminée                           |

### Plongeon
| Athlète       | Compétition    | Tour préliminaire | Tour préliminaire | Demi-finale | Demi-finale | Finale | Finale |
| Athlète       | Compétition    | Points            | Rang              | Points      | Rang        | Points | Rang   |
| ------------- | -------------- | ----------------- | ----------------- | ----------- | ----------- | ------ | ------ |
| Julia Vincent | Tremplin à 3 m | 283,50            | 13e               | 297,30      | 6e          | 271,25 | 11e    |

### Rugby à sept
| Athlètes | Épreuve          | Premier tour           | Premier tour                  | Premier tour                  | Premier tour   | Quart de finale                | Demi-finale Match de classement | Match bronze Match de classement | Rang                                |
| Athlètes | Épreuve          | Adversaire Score       | Adversaire Score              | Adversaire Score              | Rang           | Adversaire Score               | Adversaire Score                | Adversaire Score                 | Rang                                |
| --- | ---------------- | ---------------------- | ----------------------------- | ----------------------------- | -------------- | ------------------------------ | ------------------------------- | -------------------------------- | ----------------------------------- |
| Selvyn Davids Zain Davids Christie Grobbelaar Tristan Leyds Quewin Nortje Ryan Oosthuizen Tiaan Pretorius Siviwe Soyizwapi Roscko Speckman Shilton van Wyk Impi Visser Shaun Williams Ronald Brown (R) Katlego Letebele (R) | Tournoi masculin | Irlande Défaite 5-10   | Nouvelle-Zélande Défaite 5-17 | Japon Victoire 49-5           | 3e du groupe A | Nouvelle-Zélande Victoire 14-7 | France Défaite 5-19             | Australie Victoire 26-19         | Médaille de bronze, Jeux olympiques |
| Mathrin Simmers Zintle Mpupha Sizophila Solontsi Veroeshka Grain Kemisetso Baloyi Nadine Roos Liske Lategan Byrhandre Dolf Ayanda Malinga Libbie Janse van Rensburg Marlize de Bruin Maria Tshiremba                        | Tournoi féminin  | Australie Défaite 5-34 | Irlande Défaite 0-38          | Grande-Bretagne Défaite 17-26 | 4e             | Non qualifiées                 | Japon Défaite 12-15             | Fidji Victoire 21-15             | 11e                                 |

### Skateboard
| Athlète           | Compétition | Qualifications | Qualifications | Qualifications | Qualifications | Finale  | Finale  | Finale  | Finale  |
| Athlète           | Compétition | Run 1          | Run 2          | Run 3          | Rang           | Run 1   | Run 2   | Run 3   | Rang    |
| ----------------- | ----------- | -------------- | -------------- | -------------- | -------------- | ------- | ------- | ------- | ------- |
| Dallas Oberholzer | Hommes      | 7,00           | 19,001         | 33,83          | 22e            | Éliminé | Éliminé | Éliminé | Éliminé |

| Athlète         | Compétition | Qualifications | Qualifications | Qualifications | Qualifications | Qualifications | Qualifications | Qualifications | Qualifications | Qualifications | Finale   | Finale   | Finale   | Finale   | Finale   | Finale   | Finale   | Finale   | Finale   |
| Athlète         | Compétition | Runs           | Runs           | Tricks         | Tricks         | Tricks         | Tricks         | Tricks         | Total          | Rang           | Runs     | Runs     | Tricks   | Tricks   | Tricks   | Tricks   | Tricks   | Total    | Rang     |
| Athlète         | Compétition | 1              | 2              | 1              | 2              | 3              | 4              | 5              | Total          | Rang           | 1        | 2        | 1        | 2        | 3        | 4        | 5        | Total    | Rang     |
| --------------- | ----------- | -------------- | -------------- | -------------- | -------------- | -------------- | -------------- | -------------- | -------------- | -------------- | -------- | -------- | -------- | -------- | -------- | -------- | -------- | -------- | -------- |
| Brandon Valjalo | Hommes      | 31,25          | 33,50          | 0,00           | 81,61          | 82,06          | 0,00           | 0,00           | 197,17         | 12e            | Éliminé  | Éliminé  | Éliminé  | Éliminé  | Éliminé  | Éliminé  | Éliminé  | Éliminé  | Éliminé  |
| Boipelo Awuah   | Femmes      | 19,56          | 31,82          | 0,00           | 61,15          | 51,78          | 66,37          | 0,00           | 159,34         | 18e            | Éliminée | Éliminée | Éliminée | Éliminée | Éliminée | Éliminée | Éliminée | Éliminée | Éliminée |

### Surf
| Athlète             | Compétition | 1er tour | 1er tour | 2e tour                     | 3e tour                      | Quart de finale | Demi-finale | Finale / MB | Finale / MB |
| Athlète             | Compétition | Résultat | Rang     | Résultat                    | Résultat                     | Résultat        | Résultat    | Résultat    | Classement  |
| ------------------- | ----------- | -------- | -------- | --------------------------- | ---------------------------- | --------------- | ----------- | ----------- | ----------- |
| Jordy Smith         | Hommes      | 7,60     | 2e       | Waida Victoire 9,50 - 5,40  | Correa Défaite 12,20 - 15,00 | Éliminé         | Éliminé     | Éliminé     | Éliminé     |
| Matthew McGillivray | Hommes      | 5,62     | 3e       | Vaast Défaite 10,67 - 14,03 | Éliminé                      | Éliminé         | Éliminé     | Éliminé     | Éliminé     |
| Sarah Baum          | Femmes      | 8,47     | 2e       | Kemp Victoire 10,50 - 4,94  | Moore Défaite 3,87 - 8,16    | Éliminée        | Éliminée    | Éliminée    | Éliminée    |

### Tir à l'arc
| Athlète   | Compétition | Tour préliminaire | Tour préliminaire | 1/32 de finale          | 1/16 de finale   | 1/8 de finale    | Quart de finale  | Demi-finale      | Finale / MB      | Rang    |
| Athlète   | Compétition | Score             | Rang              | Adversaire Score        | Adversaire Score | Adversaire Score | Adversaire Score | Adversaire Score | Adversaire Score | Rang    |
| --------- | ----------- | ----------------- | ----------------- | ----------------------- | ---------------- | ---------------- | ---------------- | ---------------- | ---------------- | ------- |
| Wian Roux | Hommes      | 601               | 63e               | Kim Je-deok Défaite 0-6 | Éliminé          | Éliminé          | Éliminé          | Éliminé          | Éliminé          | Éliminé |

### Triathlon
| Athlète             | Compétition | Natation (1,5 km) | Transition 1 | Vélo (40 km)  | Transition 2 | Course (10 km) | Temps           | Résultat |
| ------------------- | ----------- | ----------------- | ------------ | ------------- | ------------ | -------------- | --------------- | -------- |
| Henri Schoeman      | Hommes      | 20 min 11 s       | 51 s         | 52 min 24 s   | 25 s         | 32 min 2 s     | 1 h 45 min 53 s | 20e      |
| Jamie Riddle        | Hommes      | 20 min 29 s       | 55 s         | 52 min 2 s    | 33 s         | 33 min 16 s    | 1 h 47 min 15 s | 25e      |
| Vicky van der Merwe | Femmes      | 26 min 9 s        | 57 s         | 1 h 2 min 7 s | 30 s         | 35 min 33 s    | 2 h 5 min 16 s  | 46e      |